# Waris Dirie

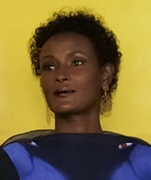
Waris Dirie in 2010

Waris Dirie (Arabisch واريس ديري, Galkayo, 1965) is een Somalisch fotomodel en voorvechter van vrouwenrechten. Ze is Oostenrijks staatsburger en was goodwillambassadrice voor de Verenigde Naties (1997-2003). In deze rol strijdt ze tegen vrouwenbesnijdenis. In 2007 werd ze gehuldigd met het Franse Legioen van Eer.

## Levensloop
Ze werd in 1965 geboren als nomadendochter binnen de Darodstam. Op vijfjarige leeftijd werd ze besneden. Ze overleefde deze ingreep, in tegenstelling tot een zus en twee nichtjes die overleden tijdens eenzelfde behandeling. Toen ze dertien was wilde haar vader haar uithuwelijken aan een 61-jarige man. Dit was een reden voor haar om te vluchten. Ze vluchtte naar familie in Mogadishu. Toen een oom als ambassadeur naar Londen verhuisde nam hij haar mee als dienstmeisje. Toen haar oom na vier jaar terugging naar Somalië leefde ze een tijd als illegaal en werkte als schoonmaakster bij McDonald's. Hier ging ze naar school en leerde lezen en schrijven.
Toevallig kwam ze in contact met modefotograaf Terence Donovan. Door hem kwam ze in 1987 op de Pirellikalender. Vanaf dat moment ging haar carrière als fotomodel van start en poseerde zij voor Revlon en Levi's. In 1987 speelde ze een bijrol in de Bond-film The Living Daylights.
In 1997 vertelde zij in een interview met het tijdschrift Marie Claire over haar besnijdenis. Hierop werd ze door Kofi Annan benoemd tot VN-ambassadeur om zich in te zetten tegen dit verschijnsel.
In 2002 richtte ze de Waris Dirie Foundation op. Deze stichting zamelt geld in voor ontwikkelingsprojecten in Afrika. Sinds 2003 is ze geen VN-ambassadeur meer. Alcoholproblemen zouden aan de basis hiervan liggen. In 2007 werd Waris Dirie de Martin Buber-plaquette van de Stichting Euriade (Kerkrade) toegekend.
Op 5 maart 2008 verdween Waris Dirie in Brussel. Op 7 maart 2008 werd ze gezond en wel teruggevonden. Ze verklaarde dat ze haar hotel niet meer kon vinden en dat haar niets overkomen is. Een paar dagen later gaf ze een totaal andere verklaring vanuit een Oostenrijks ziekenhuis. Ze zei dat ze door de Brusselse politie behandeld is als een hoer en dat ze ontvoerd en bijna verkracht werd door een taxichauffeur. De politie ontkent dit verhaal.
In 2014 werd de Prijs voor de Vrijheid van de Liberale Internationale aan haar toegekend.